# Kerwin Márquez
Kerwin Márquez (12 de enero de 1980, Ciudad Ojeda, Venezuela) es un cantante de música cristiana, ganador de Premios Arpa por su álbum Cambiar al Mundo en 2015 como "Lanzamiento del año". Ha participado en diversas producciones musicales como invitado, asimismo, eventos importantes de música cristiana en Venezuela.

## Carrera musical
A muy temprana edad, Kerwin demostró sus cualidades artísticas. A los 14 años comenzó a escribir canciones, que luego proyectaría en un grupo musical del cual fue líder vocalista llamado "Tierra Nueva”. Sus primeras experiencia en grabación fueron con el grupo Alabanza en Gaita, siendo unos de los solistas en esta agrupación.
En 2003, grabaría su primer álbum de estudio titulado No te dejaré junto la producción de Benny Terán, lo cual, posteriormente, lo proyectaría internacionalmente, siendo en 2004 el año donde comenzaron sus participaciones en las maratónicas de la televisora cristiana ENLACE TBN en Costa Rica, como representante de Venezuela durante 5 años. En 2006, siguió su álbum Eres mi Escudo, que contaba con la participación del rapero costarricense Mr. Pray para el sencillo «Ella y él», y la incursión del artista en el ámbito urbano.
A inicio del 2009, regresa a Venezuela y da comienzo al proyecto Cambiar al Mundo. En 2011, él y su banda sufren un accidente automovilístico, por lo cual, tuvo que pasar un largo tiempo de recuperación de su voz.
En 2012, formó parte del reality show Desafío 90 D, donde Márquez realizó una serie de rutinas y ejercicios para reducir peso corporal.
En 2014, fue reconocido por Cambiar al mundo, álbum que resultó ganador de la categoría «Lanzamiento del año» en los premios Arpa. En 2016, lanzó su primer proyecto musical navideño titulado Jesús es la estrella.
En marzo de 2018, formó parte de Tu Voz Tour en Venezuela, como integrante de cuatro ministerios unidos, entre ellos, Pedro Gómez, Douglas y Esthefany D'Lima.
Como parte de su banda, son reconocidos el bajista Daniel García, y el productor Douglas D'lima, ha colaborado con artistas como Christine D'Clario, Lilly Goodman, Ben-Hur Berroa, Claudia Sierra, Renny Manzano (ex percusionista de Carlos Vives), y compartido escenario con Seth Condrey, GeneraSion, Funky, José Luis Reyes, por mencionar algunos.
En 2019, lanzó un sencillo titulado «Corrientes de agua», para anunciar que está trabajando en un nuevo proyecto musical, posteriormente, participó en el sencillo «Tú vas conmigo» de Jahaziel Band, junto a otros músicos. En 2021, lanzó Cambiando al mundo, una nueva edición de álbum de 2013 que incluyó nuevas canciones. Su producción más reciente se tituló «Mueve las aguas».

## Discografía

### Álbumes de estudio
- 2003: No te dejaré
- 2006: Eres mi escudo
- 2009: Vencedor
- 2013: Cambiar al mundo
- 2016: Jesús es la estrella
- 2021: Cambiando al mundo

## Premios y reconocimientos
- 2012: Premios AMCL - Canción de alabanza y adoración del año por «Aleluya» (nominado)[36]
- 2015: Premios Arpa - Lanzamiento del año por Cambiar al mundo